# Funadhoo (Baa-atol)
Funadhoo is een van de onbewoonde eilanden van het Baa-atol behorende tot de Maldiven.